# Lucifer (geslacht)
Lucifer is een geslacht van kreeftachtigen, en het typegeslacht van de familie Luciferidae. De wetenschappelijke naam van het geslacht werd in 1829 voorgesteld door John Vaughan Thompson. In 2016 publiceerden Alexander Vereshchaka, Jørgen Olesen en Anastasia Lunina de resultaten van fylogenetisch onderzoek, waarbij ze vijf soorten die voorheen in dit geslacht werden geplaatst in het nieuwe geslacht Belzebub onderbrachten.

## Soorten
- Lucifer orientalis Hansen, 1919
- Lucifer typus H. Milne Edwards, 1837